# Torneo Apertura 2019 (Nicaragua)
El Torneo Apertura 2019 fue la edición 93.° del campeonato de liga de la Primera División del fútbol nicaragüense.

## Sistema de competición
El torneo de la Liga Primera está conformado en tres partes:
- Fase de clasificación: 10 equipos juegan todos contra todos a dos vueltas durante 18 jornadas. Primer y segundo lugar clasifican directamente a semifinales. Del tercero al sexto lugar disputan repechaje.

En la etapa regular se observará el sistema de puntos. La ubicación en la tabla general está sujeta a lo siguiente:
- Por juego ganado se obtendrán tres puntos.
- Por juego empatado se obtendrá un punto.
- Por juego perdido no se otorgan puntos.

En esta fase participan los 10 clubes de la Liga Primera jugando en cada torneo todos contra todos durante las 18 jornadas respectivas, a visita recíproca.
- Repechaje: Se juega a un solo partido de acuerdo a las posiciones de la Etapa Regular: 3.º vs 6.º y 4.º vs 5.º, siendo locales los equipos ubicados en el Tercer y Cuarto puesto. El ganador de cada partido avanza a Semifinales, en caso de empate los equipos locales obtienen el pase.
- Fase final: Se juega a visitas recíprocas (ida y vuelta). El clasificado se define de acuerdo al marcador global de la serie.

## Equipos por departamento
| N.º | Departamento  | Equipos                                     |
| --- | ------------- | ------------------------------------------- |
| 3   | Managua       | Juventus FC, Managua FC y CD Walter Ferreti |
| 2   | Madriz        | CD Las Sabanas y Real Madriz FC             |
| 2   | Nueva Segovia | CD Ocotal y ART Jalapa                      |
| 1   | Carazo        | Diriangén FC                                |
| 1   | Chinandega    | Chinandega FC                               |
| 1   | Estelí        | Real Estelí FC                              |

## Ascenso y descenso
| Pos | a la Segunda División de Nicaragua |
| --- | ---------------------------------- |
| 10º | UNAN FC                            |

| Pos | a la Liga Primera |
| --- | ----------------- |
| 1º  | CD Las Sabanas    |

## Información de los equipos
| Equipo            | Entrenador           | Ciudad                | Estadio                        | Capacidad | Fundación       |
| ----------------- | -------------------- | --------------------- | ------------------------------ | --------- | --------------- |
| ART Jalapa        | Leonidas Rodríguez   | Jalapa, Nueva Segovia | Estadio Alejandro Ramos Turcio | 2.000     | 2011 (8 años)   |
| CD Las Sabanas    | Jorge Luis Vanegas   | Las Sabanas, Madriz   | Estadio Solidaridad            | 2.500     | 2015 (4 años)   |
| CD Ocotal         | Reynaldo Clavasquín  | Ocotal, Nueva Segovia | Estadio Roy Fernando Bermúdez  | 1.500     | 2002 (17 años)  |
| Chinandega FC     | Reyna Espinoza       | Chinandega            | Estadio La Veranera            | 800       | 1975 (44 años)  |
| Diriangén FC      | Flavio Da Silva      | Diriamba, Carazo      | Estadio Cacique Diriangén      | 8.000     | 1917 (102 años) |
| Juventus FC       | Roberto Chanampe     | Managua               | Estadio Arnoldo y Matty Chávez | 2.000     | 1977 (42 años)  |
| Managua FC        | Emilio Aburto        | Managua               | Estadio Nacional               | 20.000    | 2006 (13 años)  |
| Real Estelí FC    | Holver Flores        | Estelí                | Estadio Independencia          | 9.000     | 1961 (58 años)  |
| Real Madriz FC    | Miguel Ángel Sánchez | Somoto, Madriz        | Estadio Solidaridad            | 2.500     | 1996 (23 años)  |
| CD Walter Ferreti | Henry Urbina         | Managua               | Estadio Olímpico del IND       | 8.000     | 1987 (32 años)  |

## Fase de clasificación

### Tabla de posiciones
| Pos | Equipos           | PJ | PG | PE | PP | GF | GC | Dif. | Pts. |
| --- | ----------------- | -- | -- | -- | -- | -- | -- | ---- | ---- |
| 1.  | CD Walter Ferreti | 18 | 9  | 6  | 3  | 23 | 14 | +9   | 33   |
| 2.  | Diriangén FC      | 18 | 9  | 5  | 4  | 25 | 15 | +10  | 32   |
| 3.  | Real Estelí FC    | 18 | 8  | 4  | 6  | 26 | 14 | +12  | 28   |
| 4.  | Managua FC        | 18 | 7  | 6  | 5  | 35 | 25 | +10  | 27   |
| 5.  | Juventus FC       | 18 | 6  | 6  | 6  | 21 | 18 | +3   | 24   |
| 6.  | CD Las Sabanas    | 18 | 6  | 5  | 7  | 17 | 21 | -4   | 23   |
| 7.  | Chinandega FC     | 18 | 6  | 4  | 8  | 17 | 30 | -13  | 22   |
| 8.  | CD Ocotal         | 18 | 5  | 6  | 7  | 18 | 26 | -8   | 21   |
| 9.  | Real Madriz FC    | 18 | 3  | 10 | 5  | 17 | 25 | -8   | 19   |
| 10. | ART Jalapa        | 18 | 2  | 6  | 10 | 12 | 23 | -11  | 12   |

| Simbología |
| --- |
| Pos – Posición; PJ – Partidos Jugados; PG - Partidos Ganados; PE - Partidos Empatados; PP - Partidos Perdidos; GF – Goles a Favor; GC – Goles en Contra; DIF – Diferencia de Goles; PTS - Puntos. |

|  | Líder, Clasifica a la Fase Final (1.er Lugar). |
|  | Clasifica a la Fase Final (2.º Lugar).         |
|  | Clasifica a Repechaje (3.º al 6.º Lugar).      |
|  | Último lugar.                                  |

### Evolución de la clasificación
| CD Walter Ferreti                            | 2  | 1  | 2  | 2  | 1  | 2  | 1  | 2  | 2  | 2  | 2  | 2  | 2  | 2  | 2  | 2  | 1  | 1  |
| Diriangén FC                                 | 8  | 5  | 8  | 9  | 10 | 10 | 10 | 10 | 8  | 8  | 7  | 7  | 5  | 5  | 4  | 3  | 2  | 2  |
| Real Estelí FC                               | 6  | 6  | 9  | 5  | 5  | 8  | 5  | 1  | 1  | 1  | 1  | 1  | 1  | 1  | 1  | 1  | 3  | 3  |
| Managua FC                                   | 4  | 2  | 1  | 1  | 2  | 1  | 2  | 5  | 4  | 5  | 4  | 5  | 6  | 3  | 5  | 4  | 4  | 4  |
| Juventus FC                                  | 3  | 9  | 4  | 6  | 4  | 6  | 4  | 3  | 3  | 4  | 3  | 3  | 3  | 4  | 3  | 5  | 5  | 5  |
| CD Las Sabanas                               | 1  | 3  | 3  | 7  | 8  | 4  | 3  | 4  | 6  | 6  | 5  | 4  | 4  | 6  | 6  | 6  | 7  | 6  |
| Chinandega FC                                | 10 | 10 | 6  | 3  | 7  | 3  | 6  | 6  | 5  | 3  | 6  | 6  | 7  | 7  | 7  | 8  | 6  | 7  |
| CD Ocotal                                    | 7  | 7  | 7  | 4  | 3  | 7  | 8  | 8  | 9  | 10 | 10 | 9  | 9  | 9  | 9  | 9  | 9  | 8  |
| Real Madriz FC                               | 5  | 4  | 5  | 8  | 6  | 5  | 7  | 7  | 7  | 7  | 8  | 8  | 8  | 8  | 8  | 7  | 8  | 9  |
| ART Jalapa                                   | 9  | 8  | 10 | 10 | 9  | 9  | 9  | 9  | 10 | 9  | 9  | 10 | 10 | 10 | 10 | 10 | 10 | 10 |
| Última actualización: 2 de diciembre de 2019 |    |    |    |    |    |    |    |    |    |    |    |    |    |    |    |    |    |    |

### Resultados Cruzados
| ART Jalapa                                   |       | 1 - 1 | 0 - 1 | 2 - 0 | 0 - 0 | 1 - 2 | 1 - 2 | 0 - 0 | 1 - 1 | 0 - 1 |
| CD Las Sabanas                               | 3 - 0 |       | 0 - 1 | 1 - 0 | 1 - 1 | 0 - 0 | 4 - 1 | 1 - 0 | 0 - 2 | 1 - 2 |
| CD Ocotal                                    | 2 - 1 | 1 - 1 |       | 3 - 0 | 1 - 2 | 2 - 0 | 1 - 1 | 0 - 0 | 1 - 1 | 1 - 2 |
| Chinandega FC                                | 2 - 1 | 0 - 3 | 2 - 1 |       | 0 - 2 | 1 - 0 | 0 - 1 | 1 - 4 | 2 - 1 | 1 - 1 |
| Diriangén FC                                 | 2 - 0 | 4 - 0 | 0 - 0 | 0 - 1 |       | 2 - 1 | 2 - 2 | 2 - 0 | 2 - 0 | 0 - 0 |
| Juventus FC                                  | 1 - 0 | 0 - 1 | 4 - 0 | 1 - 1 | 3 - 1 |       | 1 - 1 | 1 - 0 | 3 - 0 | 0 - 2 |
| Managua FC                                   | 4 - 1 | 4 - 0 | 3 - 0 | 3 - 3 | 2 - 0 | 2 - 2 |       | 0 - 3 | 5 - 0 | 0 - 1 |
| Real Estelí FC                               | 0 - 2 | 3 - 0 | 2 - 0 | 4 - 0 | 3 - 1 | 2 - 0 | 2 - 1 |       | 1 - 1 | 0 - 1 |
| Real Madriz FC                               | 1 - 1 | 0 - 0 | 2 - 2 | 1 - 1 | 0 - 1 | 1 - 1 | 2 - 2 | 2 - 1 |       | 2 - 1 |
| CD Walter Ferreti                            | 0 - 0 | 1 - 0 | 5 - 1 | 1 - 2 | 1 - 3 | 1 - 1 | 2 - 1 | 1 - 1 | 0 - 0 |       |
| Última actualización: 2 de diciembre de 2019 |       |       |       |       |       |       |       |       |       |       |

|  | Victoria del equipo local     |
|  | Empate                        |
|  | Victoria del equipo visitante |

### Jornadas
- Los horarios son correspondientes al tiempo de Nicaragua (UTC-6).

#### Primera vuelta
| Real Estelí FC | 1 - 1 | Real Madriz FC    | Estadio Independencia     | 27 de julio | 19:00 |
| Diriangén FC   | 0 - 0 | CD Ocotal         | Estadio Cacique Diriangén | 27 de julio | 19:00 |
| ART Jalapa     | 0 - 1 | CD Walter Ferreti | Estadio Roy Bermúdez      | 28 de julio | 15:00 |
| CD Las Sabanas | 1 - 0 | Chinandega FC     | Estadio Solidaridad       | 28 de julio | 16:00 |
| Managua FC     | 2 - 2 | Juventus FC       | Estadio Nacional          | 28 de julio | 18:00 |

| Juventus FC    | 0 - 2 | CD Walter Ferreti | Estadio Arnoldo y Matty | 3 de agosto  | 16:00 |
| Real Madriz FC | 1 - 1 | ART Jalapa        | Estadio Solidaridad     | 3 de agosto  | 19:00 |
| Chinandega FC  | 0 - 1 | Managua FC        | Estadio La Veranera     | 4 de agosto  | 15:00 |
| CD Las Sabanas | 1 - 1 | Diriangén FC      | Estadio Solidaridad     | 4 de agosto  | 15:00 |
| CD Ocotal      | 0 - 0 | Real Estelí FC    | Estadio Roy Bermúdez    | 28 de agosto | 15:00 |

| CD Walter Ferreti | 1 - 2 | Chinandega FC  | Estadio Nacional      | 9 de agosto  | 19:00 |
| Real Madriz FC    | 2 - 2 | CD Ocotal      | Estadio Solidaridad   | 10 de agosto | 19:00 |
| ART Jalapa        | 1 - 2 | Juventus FC    | Estadio Roy Bermúdez  | 11 de agosto | 15:00 |
| Managua FC        | 2 - 0 | Diriangén FC   | Estadio Nacional      | 11 de agosto | 18:00 |
| Real Estelí FC    | 3 - 0 | CD Las Sabanas | Estadio Independencia | 21 de agosto | 19:00 |

| Diriangén FC   | 0 - 0 | CD Walter Ferreti | Estadio Cacique Diriangén | 17 de agosto     | 19:00 |
| CD Ocotal      | 2 - 1 | ART Jalapa        | Estadio Roy Bermúdez      | 18 de agosto     | 15:00 |
| Chinandega FC  | 1 - 0 | Juventus FC       | Estadio La Veranera       | 18 de agosto     | 15:00 |
| CD Las Sabanas | 0 - 2 | Real Madriz FC    | Estadio Solidaridad       | 28 de agosto     | 19:00 |
| Managua FC     | 0 - 3 | Real Estelí FC    | Estadio Nacional          | 25 de septiembre | 19:00 |

| CD Ocotal         | 1 - 1 | CD Las Sabanas | Estadio Roy Bermúdez    | 24 de agosto     | 15:00 |
| Juventus FC       | 3 - 1 | Diriangén FC   | Estadio Arnoldo y Matty | 24 de agosto     | 16:00 |
| CD Walter Ferreti | 1 - 1 | Real Estelí FC | Estadio Nacional        | 24 de agosto     | 19:00 |
| ART Jalapa        | 2 - 0 | Chinandega FC  | Estadio Roy Bermúdez    | 25 de agosto     | 15:00 |
| Real Madriz FC    | 2 - 2 | Managua FC     | Estadio Solidaridad     | 18 de septiembre | 19:00 |

| CD Walter Ferreti | 0 - 0 | Real Madriz FC | Estadio Nacional          | 31 de agosto    | 19:00 |
| Diriangén FC      | 0 - 1 | Chinandega FC  | Estadio Cacique Diriangén | 31 de agosto    | 19:00 |
| CD Las Sabanas    | 3 - 0 | ART Jalapa     | Estadio Solidaridad       | 1 de septiembre | 18:00 |
| Managua FC        | 3 - 0 | CD Ocotal      | Estadio Nacional          | 3 de septiembre | 18:00 |
| Real Estelí FC    | 2 - 0 | Juventus FC    | Estadio Independencia     | 2 de octubre    | 19:00 |

| ART Jalapa     | 0 - 0 | Diriangén FC      | Estadio Roy Bermúdez    | 14 de septiembre | 15:00 |
| Juventus FC    | 3 - 0 | Real Madriz FC    | Estadio Arnoldo y Matty | 14 de septiembre | 16:00 |
| CD Las Sabanas | 4 - 1 | Managua FC        | Estadio Solidaridad     | 14 de septiembre | 19:00 |
| CD Ocotal      | 1 - 2 | CD Walter Ferreti | Estadio Roy Bermúdez    | 15 de septiembre | 15:00 |
| Chinandega FC  | 1 - 4 | Real Estelí FC    | Estadio La Veranera     | 15 de septiembre | 15:00 |

| CD Walter Ferreti | 1 - 0 | CD Las Sabanas | Estadio Arnoldo y Matty | 20 de septiembre | 15:30 |
| Juventus FC       | 4 - 0 | CD Ocotal      | Estadio Arnoldo y Matty | 21 de septiembre | 16:00 |
| Real Madriz FC    | 1 - 1 | Chinandega FC  | Estadio Solidaridad     | 21 de septiembre | 19:00 |
| Real Estelí FC    | 3 - 1 | Diriangén FC   | Estadio Independencia   | 21 de septiembre | 19:00 |
| Managua FC        | 4 - 1 | ART Jalapa     | Estadio Nacional        | 2 de octubre     | 18:00 |

| CD Las Sabanas | 0 - 0 | Juventus FC       | Estadio Solidaridad       | 28 de septiembre | 19:00 |
| Diriangén FC   | 2 - 0 | Real Madriz FC    | Estadio Cacique Diriangén | 28 de septiembre | 19:00 |
| ART Jalapa     | 0 - 0 | Real Estelí FC    | Estadio Roy Bermúdez      | 29 de septiembre | 15:00 |
| Chinandega FC  | 2 - 1 | CD Ocotal         | Estadio La Veranera       | 29 de septiembre | 15:00 |
| Managua FC     | 0 - 1 | CD Walter Ferreti | Estadio Nacional          | 29 de septiembre | 18:00 |

#### Segunda vuelta
| Juventus FC       | 1 - 1 | Managua FC     | Estadio Arnoldo y Matty | 5 de octubre | 15:30 |
| Real Madriz FC    | 2 - 1 | Real Estelí FC | Estadio Solidaridad     | 5 de octubre | 19:00 |
| Chinandega FC     | 0 - 3 | CD Las Sabanas | Estadio La Veranera     | 6 de octubre | 15:00 |
| CD Ocotal         | 1 - 2 | Diriangén FC   | Estadio Roy Bermúdez    | 6 de octubre | 15:00 |
| CD Walter Ferreti | 0 - 0 | ART Jalapa     | Estadio Nacional        | 6 de octubre | 18:00 |

| Diriangén FC      | 4 - 0 | CD Las Sabanas | Estadio Cacique Diriangén | 16 de octubre | 15:00 |
| Managua FC        | 3 - 3 | Chinandega FC  | Estadio Nacional          | 16 de octubre | 16:30 |
| CD Walter Ferreti | 1 - 1 | Juventus FC    | Estadio Nacional          | 16 de octubre | 19:00 |
| Real Estelí FC    | 2 - 0 | CD Ocotal      | Estadio Independencia     | 17 de octubre | 19:00 |
| ART Jalapa        | 1 - 1 | Real Madriz FC | Estadio Solidaridad       | 30 de octubre | 15:00 |

| Juventus FC    | 1 - 0 | ART Jalapa        | Estadio Arnoldo y Matty   | 19 de octubre | 15:00 |
| Diriangén FC   | 2 - 2 | Managua FC        | Estadio Cacique Diriangén | 19 de octubre | 16:00 |
| Chinandega FC  | 1 - 1 | CD Walter Ferreti | Estadio La Veranera       | 20 de octubre | 15:00 |
| CD Ocotal      | 1 - 1 | Real Madriz FC    | Estadio Roy Bermúdez      | 20 de octubre | 15:00 |
| CD Las Sabanas | 1 - 0 | Real Estelí FC    | Estadio Solidaridad       | 20 de octubre | 18:00 |

| ART Jalapa        | 0 - 1 | CD Ocotal      | Estadio Roy Bermúdez    | 23 de octubre | 15:00 |
| Juventus FC       | 1 - 1 | Chinandega FC  | Estadio Arnoldo y Matty | 23 de octubre | 15:30 |
| Real Madriz FC    | 0 - 0 | CD Las Sabanas | Estadio Solidaridad     | 23 de octubre | 19:00 |
| CD Walter Ferreti | 1 - 3 | Diriangén FC   | Estadio Nacional        | 23 de octubre | 19:00 |
| Real Estelí FC    | 2 - 1 | Managua FC     | Estadio Independencia   | 23 de octubre | 19:00 |

| Diriangén FC   | 2 - 1 | Juventus FC       | Estadio Cacique Diriangén | 26 de octubre | 19:00 |
| Managua FC     | 5 - 0 | Real Madriz FC    | Estadio Nacional          | 26 de octubre | 19:00 |
| Real Estelí FC | 0 - 1 | CD Walter Ferreti | Estadio Independencia     | 26 de octubre | 19:00 |
| Chinandega FC  | 2 - 1 | ART Jalapa        | Estadio La Veranera       | 27 de octubre | 15:00 |
| CD Las Sabanas | 0 - 1 | CD Ocotal         | Estadio Solidaridad       | 27 de octubre | 18:00 |

| ART Jalapa     | 1 - 1 | CD Las Sabanas    | Estadio Roy Bermúdez    | 2 de noviembre | 15:00 |
| Juventus FC    | 1 - 0 | Real Estelí FC    | Estadio Arnoldo y Matty | 2 de noviembre | 19:00 |
| Real Madriz FC | 2 - 1 | CD Walter Ferreti | Estadio Solidaridad     | 2 de noviembre | 19:00 |
| Chinandega FC  | 0 - 2 | Diriangén FC      | Estadio La Veranera     | 3 de noviembre | 15:00 |
| CD Ocotal      | 1 - 1 | Managua FC        | Estadio Roy Bermúdez    | 3 de noviembre | 15:00 |

| Managua FC        | 4 - 0 | CD Las Sabanas | Estadio Nacional          | 9 de noviembre | 16:00 |
| CD Walter Ferreti | 5 - 1 | CD Ocotal      | Estadio Nacional          | 9 de noviembre | 19:00 |
| Diriangén FC      | 2 - 0 | ART Jalapa     | Estadio Cacique Diriangén | 9 de noviembre | 19:00 |
| Real Estelí FC    | 4 - 0 | Chinandega FC  | Estadio Independencia     | 9 de noviembre | 19:00 |
| Real Madriz FC    | 1 - 1 | Juventus FC    | Estadio Solidaridad       | 9 de noviembre | 19:00 |

| CD Las Sabanas | 1 - 2 | CD Walter Ferreti | Estadio Solidaridad       | 23 de noviembre | 17:00 |
| Diriangén FC   | 2 - 0 | Real Estelí FC    | Estadio Cacique Diriangén | 23 de noviembre | 19:00 |
| ART Jalapa     | 1 - 2 | Managua FC        | Estadio Solidaridad       | 24 de noviembre | 15:00 |
| Chinandega FC  | 2 - 1 | Real Madriz FC    | Estadio La Veranera       | 24 de noviembre | 15:00 |
| CD Ocotal      | 2 - 0 | Juventus FC       | Estadio Roy Bermúdez      | 24 de noviembre | 15:00 |

| Real Estelí FC    | 0 - 2 | ART Jalapa     | Estadio Independencia   | 27 de noviembre | 15:00 |
| CD Walter Ferreti | 2 - 1 | Managua FC     | Estadio Nacional        | 27 de noviembre | 15:00 |
| Real Madriz FC    | 0 - 1 | Diriangén FC   | Estadio Solidaridad     | 27 de noviembre | 15:00 |
| Juventus FC       | 0 - 1 | CD Las Sabanas | Estadio Arnoldo y Matty | 27 de noviembre | 15:00 |
| CD Ocotal         | 3 - 0 | Chinandega FC  | Estadio Roy Bermúdez    | 27 de noviembre | 15:00 |

## Repechaje
| 30 de noviembre de 2019, 18:00                                        | Managua FC | 0:0 (0:0) (7:6 p.)         | Juventus FC | Estadio Nacional, Managua   |                             |
|                                                                       | | Reporte                    | | Árbitro(s): Nitzar Sandoval | Árbitro(s): Nitzar Sandoval |
|                                                                       | | Tiros desde el punto penal | |                             |                             |
|                                                                       | - Ulises Pozo - Cristiano Fernández - Rigo Fuentes - Henry García - Pablo Gállego - Kevin Serapio - Issac Sequeira - Marel Álvarez - Erick Mendoza |                            | - Robinson Luiz - Sinha - Rafael de Almeida - Rafael Vieira - Melvin Hernández - Diego León - Eulises Pavón - Enmanuel García - Jorge García |                             |                             |
| El Managua FC clasifica a semifinales con un resultado global de 0:0. | |                            | |                             |                             |

| 30 de noviembre de 2019, 19:00                                            | Real Estelí FC | 1:0 (1:0) | CD Las Sabanas | Estadio Independencia, Estelí |                          |
|                                                                           | Souza 40' ·    | Reporte   |                | Árbitro(s): Oscar Dávila      | Árbitro(s): Oscar Dávila |
| El Real Estelí FC clasifica a semifinales con un resultado global de 1:0. |                |           |                |                               |                          |

## Fase Final

### Cuadro de desarrollo
|  | Semifinales                                                      | Semifinales                                                      | Semifinales                                                      | Semifinales                                                      | Semifinales                                                      |   |    | Final                                                          | Final                                                          | Final                                                          | Final                                                          | Final                                                          |  |
|  | 4 y 5 de diciembre de 2019 (Ida) 8 de diciembre de 2019 (Vuelta) | 4 y 5 de diciembre de 2019 (Ida) 8 de diciembre de 2019 (Vuelta) | 4 y 5 de diciembre de 2019 (Ida) 8 de diciembre de 2019 (Vuelta) | 4 y 5 de diciembre de 2019 (Ida) 8 de diciembre de 2019 (Vuelta) | 4 y 5 de diciembre de 2019 (Ida) 8 de diciembre de 2019 (Vuelta) |   |    | 15 de diciembre de 2019 (Ida) 21 de diciembre de 2019 (Vuelta) | 15 de diciembre de 2019 (Ida) 21 de diciembre de 2019 (Vuelta) | 15 de diciembre de 2019 (Ida) 21 de diciembre de 2019 (Vuelta) | 15 de diciembre de 2019 (Ida) 21 de diciembre de 2019 (Vuelta) | 15 de diciembre de 2019 (Ida) 21 de diciembre de 2019 (Vuelta) |  |
|  |                                                                  |                                                                  |                                                                  |                                                                  |                                                                  |   |    |                                                                |                                                                |                                                                |                                                                |                                                                |  |
|  |                                                                  |                                                                  |                                                                  |                                                                  |                                                                  |   |    |                                                                |                                                                |                                                                |                                                                |                                                                |  |
|  | 1°                                                               | CD Walter Ferreti                                                | 2                                                                | 2                                                                | 4 (3)                                                            |   |    |                                                                |                                                                |                                                                |                                                                |                                                                |  |
|  | 1°                                                               | CD Walter Ferreti                                                | 2                                                                | 2                                                                | 4 (3)                                                            |   |    |                                                                |                                                                |                                                                |                                                                |                                                                |  |
|  | 4°                                                               | Managua FC (p.)                                                  | 2                                                                | 2                                                                | 4 (5)                                                            |   |    |                                                                |                                                                |                                                                |                                                                |                                                                |  |
|  | 4°                                                               | Managua FC (p.)                                                  | 2                                                                | 2                                                                | 4 (5)                                                            |   | 4° | Managua FC                                                     | 1                                                              | 0                                                              | 1                                                              |                                                                |  |
|  |                                                                  |                                                                  |                                                                  |                                                                  |                                                                  |   | 4° | Managua FC                                                     | 1                                                              | 0                                                              | 1                                                              |                                                                |  |
|  |                                                                  |                                                                  | 3°                                                               | Real Estelí FC                                                   | 0                                                                | 2 | 2  |                                                                |                                                                |                                                                |                                                                |                                                                |  |
|  | 2°                                                               | Diriangén FC                                                     | 3°                                                               | Real Estelí FC                                                   | 0                                                                | 2 | 2  | 0                                                              | 1                                                              | 1                                                              |                                                                |                                                                |  |
|  | 2°                                                               | Diriangén FC                                                     |                                                                  |                                                                  |                                                                  |   |    | 0                                                              | 1                                                              | 1                                                              |                                                                |                                                                |  |
|  | 3°                                                               | Real Estelí FC (v.)                                              | 0                                                                | 1                                                                | 1                                                                |   |    |                                                                |                                                                |                                                                |                                                                |                                                                |  |
|  | 3°                                                               | Real Estelí FC (v.)                                              | 0                                                                | 1                                                                | 1                                                                |   |    |                                                                |                                                                |                                                                |                                                                |                                                                |  |
|  |                                                                  |                                                                  |                                                                  |                                                                  |                                                                  |   |    |                                                                |                                                                |                                                                |                                                                |                                                                |  |

### Semifinales

#### Ida
| 4 de diciembre de 2019, 18:00 | Managua FC                | 2:2 (1:1) | CD Walter Ferreti               | Estadio Nacional, Managua |  |
|                               | Fernandes 18' · Félix 67' | Reporte   | Huete 14' · Figueroa 59' (pen.) |                           |  |

| 5 de diciembre de 2019, 19:00 | Real Estelí FC | 0:0 (0:0) | Diriangén FC | Estadio Independencia, Estelí |  |
|                               |                | Reporte   |              |                               |  |

#### Vuelta
| 8 de diciembre de 2019, 17:00                                      | CD Walter Ferreti                                                      | 2:2 (0:0) (5:3 p.)         | Managua FC                                                                          | Estadio Nacional, Managua |  |
|                                                                    | dos Santos 55' · Forbes 92'                                            | Reporte                    | Fernandes 70' (pen.) · Mendoza 85'                                                  |                           |  |
|                                                                    |                                                                        | Tiros desde el punto penal |                                                                                     |                           |  |
|                                                                    | - Leandro Figueroa - Jefferson De Araujo - Denis Espinoza - Henry Niño |                            | - Carlos Félix - Cristiano Fernández - Pablo Gállego - Henry García - Kevin Serapio |                           |  |
| El Managua FC clasifica a la final con un resultado global de 4:4. |                                                                        |                            |                                                                                     |                           |  |

| 8 de diciembre de 2019, 19:00                                          | Diriangén FC       | 1:1 (1:1) | Real Estelí FC | Estadio Cacique Diriangén, Diriamba |  |
|                                                                        | Coronel 26' (pen.) | Reporte   | Ayerdis 37'    |                                     |  |
| El Real Estelí FC clasifica a la final con un resultado global de 1:1. |                    |           |                |                                     |  |

### Final

#### Ida
| 1     | POR   | Erly Méndez          |     |
| 3     | DEF   | Wesner de Trinidad   | 75' |
| 5     | DEF   | Rigoberto Fuentes    |     |
| 7     | DEF   | Kevin Serapio        |     |
| 8     | DEF   | Ulises Pozo          |     |
| 11    | DEF   | Erick Mendoza        |     |
| 17    | MED   | Christiano Fernandes |     |
| 38    | MED   | Darwin Contreras     | 58' |
| 9     | DEL   | Pablo Gállego        | 92' |
| 10    | DEL   | Henry García         |     |
| 25    | DEL   | Carlos Félix         |     |
| D. T. | D. T. | Emilio Aburto        |     |

| 1     | POR   | Henry Maradiaga     |     |
| 2     | DEF   | Jaime Ayala         |     |
| 4     | DEF   | Jason Casco         |     |
| 7     | DEF   | Manuel Rosas        | 79' |
| 24    | DEF   | Cristhian Gutiérrez |     |
| 6     | MED   | Jorge Betancur      |     |
| 8     | MED   | Marlon López        |     |
| 14    | MED   | Jesús Leal          |     |
| 10    | DEL   | Lucio Barroca       | 71' |
| 18    | DEL   | Brandon Ayerdis     |     |
| 26    | DEL   | Edgar J. Castillo   | 46' |
| D. T. | D. T. | Holver Flores       |     |

| 23 | Centrocampista | Nahúm Peralta  | 58' |
| 14 | Defensa        | Camphers Pérez | 75' |
| 4  | Delantero      | Isaac Sequeira | 92' |

| 11 | Centrocampista | Juan Barrera  | 46' |
| 19 | Centrocampista | Ricardo Rivas | 71' |
| 23 | Defensa        | Oscar Acevedo | 79' |

| 32' | Pablo Gállego | 1:0 |

| 81' · 84' | Erly Méndez Ulises Pozo |

| 66' · 68' | Juan Barrera Jesús Leal |

| Principal  | Bayardo Juárez  |
| Asistentes | José Ojeda      |
|            | Berman Bermúdez |
| Cuarto     | Ricardo Mendoza |

| 1     | POR   | Erly Méndez          |     |
| 3     | DEF   | Wesner de Trinidad   | 75' |
| 5     | DEF   | Rigoberto Fuentes    |     |
| 7     | DEF   | Kevin Serapio        |     |
| 8     | DEF   | Ulises Pozo          |     |
| 11    | DEF   | Erick Mendoza        |     |
| 17    | MED   | Christiano Fernandes |     |
| 38    | MED   | Darwin Contreras     | 58' |
| 9     | DEL   | Pablo Gállego        | 92' |
| 10    | DEL   | Henry García         |     |
| 25    | DEL   | Carlos Félix         |     |
| D. T. | D. T. | Emilio Aburto        |     |

| 1     | POR   | Henry Maradiaga     |     |
| 2     | DEF   | Jaime Ayala         |     |
| 4     | DEF   | Jason Casco         |     |
| 7     | DEF   | Manuel Rosas        | 79' |
| 24    | DEF   | Cristhian Gutiérrez |     |
| 6     | MED   | Jorge Betancur      |     |
| 8     | MED   | Marlon López        |     |
| 14    | MED   | Jesús Leal          |     |
| 10    | DEL   | Lucio Barroca       | 71' |
| 18    | DEL   | Brandon Ayerdis     |     |
| 26    | DEL   | Edgar J. Castillo   | 46' |
| D. T. | D. T. | Holver Flores       |     |

| 23 | Centrocampista | Nahúm Peralta  | 58' |
| 14 | Defensa        | Camphers Pérez | 75' |
| 4  | Delantero      | Isaac Sequeira | 92' |

| 11 | Centrocampista | Juan Barrera  | 46' |
| 19 | Centrocampista | Ricardo Rivas | 71' |
| 23 | Defensa        | Oscar Acevedo | 79' |

| 32' | Pablo Gállego | 1:0 |

| 81' · 84' | Erly Méndez Ulises Pozo |

| 66' · 68' | Juan Barrera Jesús Leal |

| Principal  | Bayardo Juárez  |
| Asistentes | José Ojeda      |
|            | Berman Bermúdez |
| Cuarto     | Ricardo Mendoza |

| 1     | POR   | Erly Méndez          |     |
| 3     | DEF   | Wesner de Trinidad   | 75' |
| 5     | DEF   | Rigoberto Fuentes    |     |
| 7     | DEF   | Kevin Serapio        |     |
| 8     | DEF   | Ulises Pozo          |     |
| 11    | DEF   | Erick Mendoza        |     |
| 17    | MED   | Christiano Fernandes |     |
| 38    | MED   | Darwin Contreras     | 58' |
| 9     | DEL   | Pablo Gállego        | 92' |
| 10    | DEL   | Henry García         |     |
| 25    | DEL   | Carlos Félix         |     |
| D. T. | D. T. | Emilio Aburto        |     |

| 1     | POR   | Henry Maradiaga     |     |
| 2     | DEF   | Jaime Ayala         |     |
| 4     | DEF   | Jason Casco         |     |
| 7     | DEF   | Manuel Rosas        | 79' |
| 24    | DEF   | Cristhian Gutiérrez |     |
| 6     | MED   | Jorge Betancur      |     |
| 8     | MED   | Marlon López        |     |
| 14    | MED   | Jesús Leal          |     |
| 10    | DEL   | Lucio Barroca       | 71' |
| 18    | DEL   | Brandon Ayerdis     |     |
| 26    | DEL   | Edgar J. Castillo   | 46' |
| D. T. | D. T. | Holver Flores       |     |

| 23 | Centrocampista | Nahúm Peralta  | 58' |
| 14 | Defensa        | Camphers Pérez | 75' |
| 4  | Delantero      | Isaac Sequeira | 92' |

| 11 | Centrocampista | Juan Barrera  | 46' |
| 19 | Centrocampista | Ricardo Rivas | 71' |
| 23 | Defensa        | Oscar Acevedo | 79' |

| 32' | Pablo Gállego | 1:0 |

| 81' · 84' | Erly Méndez Ulises Pozo |

| 66' · 68' | Juan Barrera Jesús Leal |

| Principal  | Bayardo Juárez  |
| Asistentes | José Ojeda      |
|            | Berman Bermúdez |
| Cuarto     | Ricardo Mendoza |

| 1     | POR   | Erly Méndez          |     |
| 3     | DEF   | Wesner de Trinidad   | 75' |
| 5     | DEF   | Rigoberto Fuentes    |     |
| 7     | DEF   | Kevin Serapio        |     |
| 8     | DEF   | Ulises Pozo          |     |
| 11    | DEF   | Erick Mendoza        |     |
| 17    | MED   | Christiano Fernandes |     |
| 38    | MED   | Darwin Contreras     | 58' |
| 9     | DEL   | Pablo Gállego        | 92' |
| 10    | DEL   | Henry García         |     |
| 25    | DEL   | Carlos Félix         |     |
| D. T. | D. T. | Emilio Aburto        |     |

| 1     | POR   | Henry Maradiaga     |     |
| 2     | DEF   | Jaime Ayala         |     |
| 4     | DEF   | Jason Casco         |     |
| 7     | DEF   | Manuel Rosas        | 79' |
| 24    | DEF   | Cristhian Gutiérrez |     |
| 6     | MED   | Jorge Betancur      |     |
| 8     | MED   | Marlon López        |     |
| 14    | MED   | Jesús Leal          |     |
| 10    | DEL   | Lucio Barroca       | 71' |
| 18    | DEL   | Brandon Ayerdis     |     |
| 26    | DEL   | Edgar J. Castillo   | 46' |
| D. T. | D. T. | Holver Flores       |     |

| 23 | Centrocampista | Nahúm Peralta  | 58' |
| 14 | Defensa        | Camphers Pérez | 75' |
| 4  | Delantero      | Isaac Sequeira | 92' |

| 11 | Centrocampista | Juan Barrera  | 46' |
| 19 | Centrocampista | Ricardo Rivas | 71' |
| 23 | Defensa        | Oscar Acevedo | 79' |

| 32' | Pablo Gállego | 1:0 |

| 81' · 84' | Erly Méndez Ulises Pozo |

| 66' · 68' | Juan Barrera Jesús Leal |

| Principal  | Bayardo Juárez  |
| Asistentes | José Ojeda      |
|            | Berman Bermúdez |
| Cuarto     | Ricardo Mendoza |

#### Vuelta
| 1     | POR   | Henry Maradiaga |      |
| 2     | DEF   | Jaime Ayala     |      |
| 4     | DEF   | Jason Casco     |      |
| 13    | DEF   | Francisco Paz   |      |
| 23    | DEF   | Oscar Acevedo   | 108' |
| 6     | MED   | Jorge Betancur  | 90'  |
| 8     | MED   | Marlon López    |      |
| 11    | MED   | Juan Barrera    |      |
| 14    | MED   | Jesús Leal      |      |
| 21    | MED   | Harold Medina   | 46'  |
| 18    | DEL   | Brandon Ayerdis |      |
| D. T. | D. T. | Holver Flores   |      |

| 12    | POR   | Deymarck Hansack     |     |
| 3     | DEF   | Wesner De Trinidad   | 95' |
| 5     | DEF   | Rigoberto Fuentes    |     |
| 7     | DEF   | Kevin Serapio        |     |
| 8     | DEF   | Ulises Pozo          | 61' |
| 11    | MED   | Erick Mendoza        |     |
| 17    | MED   | Christiano Fernandes |     |
| 38    | MED   | Darwin Contreras     | 46' |
| 9     | DEL   | Pablo Gállego        |     |
| 10    | DEL   | Henry García         |     |
| 25    | DEL   | Carlos Félix         |     |
| D. T. | D. T. | Emilio Aburto        |     |

| 19 | Centrocampista | Ricardo Rivas | 46'  |
| 10 | Delantero      | Lucio Barroca | 90'  |
| 7  | Defensa        | Manuel Rosas  | 108' |

| 2  | Defensa        | Marel Álvarez  | 46' |
| 23 | Centrocampista | Nahúm Peralta  | 61' |
| 14 | Defensa        | Camphers Pérez | 95' |

| 32' · 97' | Jaime Ayala Ricardo Rivas | 1:0 2:0 |

| 16' · 80' · 83' · 98' · 111' | Jason Casco Francisco Paz Jaime Ayala Ricardo Rivas Juan Barrera |

| 48' · 56' · 81' · 83' | Christiano Fernandes Erick Mendoza Wesner De Trinidad Carlos Félix |

| 77' | Brandon Ayerdis |

| 76' | Nahúm Peralta |

| Principal  | Nitzar Sandoval   |
| Asistentes | Henry Pupiro      |
|            | Enmanuel Aguirre  |
| Cuarto     | Ricardo Hernández |

| 1     | POR   | Henry Maradiaga |      |
| 2     | DEF   | Jaime Ayala     |      |
| 4     | DEF   | Jason Casco     |      |
| 13    | DEF   | Francisco Paz   |      |
| 23    | DEF   | Oscar Acevedo   | 108' |
| 6     | MED   | Jorge Betancur  | 90'  |
| 8     | MED   | Marlon López    |      |
| 11    | MED   | Juan Barrera    |      |
| 14    | MED   | Jesús Leal      |      |
| 21    | MED   | Harold Medina   | 46'  |
| 18    | DEL   | Brandon Ayerdis |      |
| D. T. | D. T. | Holver Flores   |      |

| 12    | POR   | Deymarck Hansack     |     |
| 3     | DEF   | Wesner De Trinidad   | 95' |
| 5     | DEF   | Rigoberto Fuentes    |     |
| 7     | DEF   | Kevin Serapio        |     |
| 8     | DEF   | Ulises Pozo          | 61' |
| 11    | MED   | Erick Mendoza        |     |
| 17    | MED   | Christiano Fernandes |     |
| 38    | MED   | Darwin Contreras     | 46' |
| 9     | DEL   | Pablo Gállego        |     |
| 10    | DEL   | Henry García         |     |
| 25    | DEL   | Carlos Félix         |     |
| D. T. | D. T. | Emilio Aburto        |     |

| 19 | Centrocampista | Ricardo Rivas | 46'  |
| 10 | Delantero      | Lucio Barroca | 90'  |
| 7  | Defensa        | Manuel Rosas  | 108' |

| 2  | Defensa        | Marel Álvarez  | 46' |
| 23 | Centrocampista | Nahúm Peralta  | 61' |
| 14 | Defensa        | Camphers Pérez | 95' |

| 32' · 97' | Jaime Ayala Ricardo Rivas | 1:0 2:0 |

| 16' · 80' · 83' · 98' · 111' | Jason Casco Francisco Paz Jaime Ayala Ricardo Rivas Juan Barrera |

| 48' · 56' · 81' · 83' | Christiano Fernandes Erick Mendoza Wesner De Trinidad Carlos Félix |

| 77' | Brandon Ayerdis |

| 76' | Nahúm Peralta |

| Principal  | Nitzar Sandoval   |
| Asistentes | Henry Pupiro      |
|            | Enmanuel Aguirre  |
| Cuarto     | Ricardo Hernández |

| 1     | POR   | Henry Maradiaga |      |
| 2     | DEF   | Jaime Ayala     |      |
| 4     | DEF   | Jason Casco     |      |
| 13    | DEF   | Francisco Paz   |      |
| 23    | DEF   | Oscar Acevedo   | 108' |
| 6     | MED   | Jorge Betancur  | 90'  |
| 8     | MED   | Marlon López    |      |
| 11    | MED   | Juan Barrera    |      |
| 14    | MED   | Jesús Leal      |      |
| 21    | MED   | Harold Medina   | 46'  |
| 18    | DEL   | Brandon Ayerdis |      |
| D. T. | D. T. | Holver Flores   |      |

| 12    | POR   | Deymarck Hansack     |     |
| 3     | DEF   | Wesner De Trinidad   | 95' |
| 5     | DEF   | Rigoberto Fuentes    |     |
| 7     | DEF   | Kevin Serapio        |     |
| 8     | DEF   | Ulises Pozo          | 61' |
| 11    | MED   | Erick Mendoza        |     |
| 17    | MED   | Christiano Fernandes |     |
| 38    | MED   | Darwin Contreras     | 46' |
| 9     | DEL   | Pablo Gállego        |     |
| 10    | DEL   | Henry García         |     |
| 25    | DEL   | Carlos Félix         |     |
| D. T. | D. T. | Emilio Aburto        |     |

| 19 | Centrocampista | Ricardo Rivas | 46'  |
| 10 | Delantero      | Lucio Barroca | 90'  |
| 7  | Defensa        | Manuel Rosas  | 108' |

| 2  | Defensa        | Marel Álvarez  | 46' |
| 23 | Centrocampista | Nahúm Peralta  | 61' |
| 14 | Defensa        | Camphers Pérez | 95' |

| 32' · 97' | Jaime Ayala Ricardo Rivas | 1:0 2:0 |

| 16' · 80' · 83' · 98' · 111' | Jason Casco Francisco Paz Jaime Ayala Ricardo Rivas Juan Barrera |

| 48' · 56' · 81' · 83' | Christiano Fernandes Erick Mendoza Wesner De Trinidad Carlos Félix |

| 77' | Brandon Ayerdis |

| 76' | Nahúm Peralta |

| Principal  | Nitzar Sandoval   |
| Asistentes | Henry Pupiro      |
|            | Enmanuel Aguirre  |
| Cuarto     | Ricardo Hernández |

| 1     | POR   | Henry Maradiaga |      |
| 2     | DEF   | Jaime Ayala     |      |
| 4     | DEF   | Jason Casco     |      |
| 13    | DEF   | Francisco Paz   |      |
| 23    | DEF   | Oscar Acevedo   | 108' |
| 6     | MED   | Jorge Betancur  | 90'  |
| 8     | MED   | Marlon López    |      |
| 11    | MED   | Juan Barrera    |      |
| 14    | MED   | Jesús Leal      |      |
| 21    | MED   | Harold Medina   | 46'  |
| 18    | DEL   | Brandon Ayerdis |      |
| D. T. | D. T. | Holver Flores   |      |

| 12    | POR   | Deymarck Hansack     |     |
| 3     | DEF   | Wesner De Trinidad   | 95' |
| 5     | DEF   | Rigoberto Fuentes    |     |
| 7     | DEF   | Kevin Serapio        |     |
| 8     | DEF   | Ulises Pozo          | 61' |
| 11    | MED   | Erick Mendoza        |     |
| 17    | MED   | Christiano Fernandes |     |
| 38    | MED   | Darwin Contreras     | 46' |
| 9     | DEL   | Pablo Gállego        |     |
| 10    | DEL   | Henry García         |     |
| 25    | DEL   | Carlos Félix         |     |
| D. T. | D. T. | Emilio Aburto        |     |

| 19 | Centrocampista | Ricardo Rivas | 46'  |
| 10 | Delantero      | Lucio Barroca | 90'  |
| 7  | Defensa        | Manuel Rosas  | 108' |

| 2  | Defensa        | Marel Álvarez  | 46' |
| 23 | Centrocampista | Nahúm Peralta  | 61' |
| 14 | Defensa        | Camphers Pérez | 95' |

| 32' · 97' | Jaime Ayala Ricardo Rivas | 1:0 2:0 |

| 16' · 80' · 83' · 98' · 111' | Jason Casco Francisco Paz Jaime Ayala Ricardo Rivas Juan Barrera |

| 48' · 56' · 81' · 83' | Christiano Fernandes Erick Mendoza Wesner De Trinidad Carlos Félix |

| 77' | Brandon Ayerdis |

| 76' | Nahúm Peralta |

| Principal  | Nitzar Sandoval   |
| Asistentes | Henry Pupiro      |
|            | Enmanuel Aguirre  |
| Cuarto     | Ricardo Hernández |

| Bandera del departamento de Estelí |
| Campeón Real Estelí FC             |
| 17.° título                        |

## Goleadores
Lista de los máximos goleadores de la competencia.
| Pos. | Posición | Jugador              | Equipo         | Goles |
| ---- | -------- | -------------------- | -------------- | ----- |
| 1.º  |          | Carlos Félix         | Managua FC     | 10    |
| 2.º  |          | Robinson Luiz        | Juventus FC    | 7     |
| 3.º  |          | Ulises Rayo          | Real Madriz FC | 7     |
| 4.º  |          | Pablo Gállego        | Managua FC     | 6     |
| 5.º  |          | Luis Galeano         | ART Jalapa     | 6     |
| 6.º  |          | Eulises Pavón        | Juventus FC    | 6     |
| 7.º  |          | Christiano Fernandes | Managua        | 6     |
| 8.º  |          | Leonardo González    | CD Las Sabanas | 5     |
| 9.º  |          | Brandon Ayerdis      | Real Estelí FC | 5     |
| 10.º |          | Duver Quiñones       | Chinandega FC  | 4     |